# 石川翔鈴
石川 翔鈴（いしかわ かれん、2003年〈平成15年〉3月28日 - ）は、日本の女優、タレント、ファッションモデル、インフルエンサー、YouTuber、TikToker。北海道札幌市出身。身長153cm。血液型はB型。ユニットグループ「Five emotion」の元メンバー・リーダー。プラチナムプロダクション所属。

## 来歴
「仁木 翔鈴」名義で、地元の劇団「フルーツバスケット」に所属。舞台出演の傍ら、映画・テレビドラマなどに出演。
その後プラチナムプロダクションに所属し、2019年11月から12月まで、AbemaTVにて放送された高校生による青春恋愛リアリティーショー『今日、好きになりました。』のグアム編に出演。後藤聖那とカップル成立し、“せなかれ”カップルとして人気を集める。2020年3月より、“せなかれ”としてYouTubeチャンネルを開設。僅か1週間でチャンネル登録者数が10万人を突破した。
石川個人としてもモデル活動の他、歌手活動やCM・ドラマ出演など、活動の幅を広げている。2020年11月には、自身のファッションブランド「FlyingBelle」を立ち上げる。

## 人物
- 名前の由来は、母親が綾小路翔（氣志團）のファンだったことから[動画 1]。
- 趣味はカラオケ、韓ドラ、アイドル鑑賞[3]。
- 特技は豚汁作り、変顔、ヤギの鳴き声[3]。
- 憧れの芸能人はAAAの宇野実彩子[6]。

## 出演

### テレビ番組
- 青春（アオハル）しか勝たん!（2020年10月1日 - 12月24日、BSテレ東） - レギュラー[8]
- 超無敵クラス（2021年3月16日・4月10日 - 5月1日・10月26日 - 11月9日・12月7日・2022年1月18日・2月16日・22日・3月8日・29日、日本テレビ）[9][10]
- よるのブランチ 東京韓流デート（2021年9月1日・8日・10月27日・11月10日 - 24日・2022年1月19日、TBS）[11]

### テレビドラマ
- Mother（2010年、日本テレビ）※仁木翔鈴 名義
- 農業女子はらぺ娘（2015年12月16日、NHK BSプレミアム）　※仁木翔鈴 名義
- GARO -VERSUS ROAD- 第2話（2020年4月2日 - 6月26日、TOKYO MX）
- JKからやり直すシルバープラン（2021年11月10日 - 12月29日、テレビ東京） - 黒田久美子 役[12]
- 卒業式に、神谷詩子がいない（2022年2月27日 - 3月27日、日本テレビ） - 同級生 役[13]
- 警視庁・捜査一課長 season6 第1話・第2話（2022年4月14日・21日、テレビ朝日） - リュウ・チョウ 役[14][15]。
- 何かおかしい2 第11話（2023年6月13日、テレビ東京）- マミ 役
- みなと商事コインランドリー2 第1話・第4話（2023年7月5日・26日、テレビ東京） - 女子大生 役
- トクメイ!警視庁特別会計係 第1話（2023年10月16日、関西テレビ・フジテレビ） - 女性 役[16]
- ブラックガールズトーク 第1話（2024年2月5日、テレビ東京） - カフェの客 役[17]
- チェイサーゲームW2 美しき天女たち（2024年9月19日 - 、テレビ東京） - 小島ひかる 役[18]
- あらばしり 第6話・第7話（2025年2月14日・21日、読売テレビ） - 結菜 役[19]
- 浅草ラスボスおばあちゃん（2025年7月5日 - 、東海テレビ・フジテレビ） - 吉澤麻衣 役[20]

### ラジオ
- オレたちゴチャ・まぜっ!〜集まれヤンヤン〜（2023年4月23日 - 2024年4月14日、MBSラジオ） - ヤンヤンガールズ15期生
- SNS FUN！（2023年8月15日 - 、レインボータウンFM）- 3ヶ月限定メインパーソナリティ[21]

### Webドラマ
- 対決落語（2021年7月28日 - 8月15日、Twitter / YouTube） - 小野鈴香 役[22]
- 私の正しいお兄ちゃん 第3話（2021年10月29日、FOD）
- もうひとりの主役（2022年4月15日 - 、YouTube） - 今西花凛 役[23]
- 上下関係「終わらせる者」（2022年9月22日、LINE NEWS VISION） - 琴音 役[24]
- ノンファンジブル（2022年10月31日、全6話、Nom de plume公式Twitter / YouTubeチャンネル / TikTok） - はるか 役[25]
- 東京極夜物語（2023年6月1日 - 、ABEMA）- かれん 役
- 妄信リスナー闇堕ち配信者への逆襲（2024年7月26日配信開始、全30話、BUMP） - 主演・朝霧陽菜 役[26]
- だってヒロインじゃない「マウントゲーム」（2024年8月30日 - 9月6日、フジテレビ公式ショートドラマ） - アン 役[27]
- だってヒロインじゃない「恋愛感情0%」（2024年9月17日 - 27日、フジテレビ公式ショートドラマ） - 主演・ユカ 役[28]
- あなたのことが死ぬほど嫌いです（2025年4月28日、BUMP・DramaBox・FANY: D） - 主演・谷口瑞穂 役（石黒英雄とダブル主演）[29]

### Web
- 今日、好きになりました。（AbemaTV）
  - グアム編（2019年11月11日 - 12月9日）[6]
  - 春休み特別編（2020年3月16日 - 30日）[30]
  - 今日好き部 放課後チャレンジ編（2020年4月6日 - 8月31日）
  - 今日好き部 卒業プロジェクト （2021年2月1日 - 3月15日）
  - 春休み特別編（2021年3月22日・29日）
  - 高3メンバー大集合！今日好き卒業オンラインファンミーティング！（2021年3月29日）
※生放送、聖那と共にMC
  - 今日好き部 文化祭プロジェクト（2021年8月2日 - 10月4日）
- Like ME Project. -今考えたい、私たちのカラダ-（2024年4月8日、ABEMA）[動画 2]

### 映画
- きみはいい子（2015年6月27日、アークエンタテインメント） - 星まどか 役[3][31]　※仁木翔鈴 名義
- ホーンテッド・テナントⅡ（2021年6月9日、ショートムービー）
- オカムロさん（2022年10月14日、エクストリーム）[32]
- 三茶のポルターガイスト（2023年3月24日、エクストリーム）[33]
- ラスト17デー（2023年10月27日） - 若山綾乃 役[34]
- ぼくらのふしだら（2025年1月3日、フルモテルモ） - 柏原 役[35]

### 舞台
- 「あなたのばん」（2019年、劇団0話）
- 「私たちが解散するまでの45分間の物語」（2020年8月15日・16日、LINE LIVE-VIEWING）[36]
- 劇団Zero PLANET 旗揚げ公演「GRAVITY」（2022年1月12日・16日、中目黒キンケロ・シアター） - ヒロイン・白川由宇奈 役[37]（三好佑季とのWキャスト）
- 舞台「ぴーすおぶけーき」（2023年1月20日 - 29日、天王洲 銀河劇場）[38]

### CM
「せなかれ」として
- ロート製薬 「アクネス せなかれオンラインデート編」 （2020年7月1日 - 、ロート製薬）[39]
- ロート製薬 「TONE my LIP 転校生のヒミツ編」（2020年9月1日 - 、ロート製薬）[40]※CMソングも担当[41]

単独
- 「メラノCC」（2020年3月 - 、ロート製薬）[動画 3]
- ワイモバイル 「スマホ持つか持たないか裁判」 WebCM（2021年1月15日 - 、Y!mobile） [42]
- 花王 メリットTHE MILD 『コンディショナーも泡！』篇（2022年4月21日 - 、花王）[43]
- 「振袖TEENS supported by ジョイフル恵利」（2021年・2022年・2023年、ジョイフル恵利）

### ミュージックビデオ
- ゆりめり「アオイハル」[動画 4]（2020年）
- Team Mercury From Zero PLANET 「Happy Happy Birthday！」[動画 5]（2020年）
- 當山みれい「いやいいや」[動画 6]（2020年）
- 粗品「泣声夜」[動画 7]（2024年）

### 広告
- 「超シェリークgirls」（2020年9月 - ） [44] - シェリーク・公式アンバサダー
- 「北海道総体2023」（2023年7月・8月）- インターハイ公式アンバサダー[45]

### 動画配信
- 「【MASHUP】夜に駆ける - YOASOBI × TEEN HIT SONGS （石川翔鈴×向葵まる）」（2020年9月25日 - 、クボラボ）　※ 向葵まるとのユニットによるカバー曲メドレー
- 「【MASHUP】キンモクセイ × ドライフラワー × TEEN HIT LOVE SONGS【クボラボ】」（2020年12月18日 - 、クボラボ）　※ユニット「Five Emotion」によるカバー曲メドレー
- 「私立シブヤ超十代学園」（2020年10月9日 - 、LINE LIVE）[46]
- 「びびびの秘密 Produced by ミュゼプラチナム」（2021年 - 、YouTube）[47]
- 振袖TEENS supported by ジョイフル恵利（2021年 - 、YouTube）
- 「札幌コレクション 2021 ONLINE Winter Edition」（2021年11月9日、ミクチャ）

### イベント
- TGSteens（2019年12月25日、STUDIO COAST）[48]
- 超十代（2020年）[49][50]
  - 超十代 ULTRA TEENS FES 2023 @TOKYO（2023年）
- 振袖TEENS supported by ジョイフル恵利（2021年・2022年・2023年）[51][52][53]
- Cinderella Fes vol.10 （2023年）
- 「LARME」10周年イベント （2023年）
- TGC teen  ICHINOSEKI 2023（2023年5月27日、一関市総合体育館 ユードーム）
- KANSAICOLLECTION 2023 AUTUMN &WINTER SUN （2023年8月6日、京セラドーム）

### 動画
1. 1 2  【初投稿】石川翔鈴、個人チャンネル始めます! - YouTube（2021年7月3日）2023年7月15日閲覧。
2. ↑  『Like ME Project. –今考えたい、私たちのカラダ–(再) | 新しい未来のテレビ | ABEMA』。2024年4月8日閲覧。
3. ↑  “メラノCC美白ジェル AbemaTV限定CM60秒ver.”.   ロート製薬 (2020年3月31日). 2021年3月20日閲覧。
4. ↑  ゆりめり「アオイハル」Music Drama ゆな／石川翔鈴 - YouTube 2021年5月22日閲覧。
5. ↑  Team Mercury From Zero PLANET「Happy Happy Birthday!」 - YouTube 2021年5月22日閲覧。
6. ↑  當山みれい「いやいいや」MV - YouTube 2021年5月22日閲覧。
7. ↑  粗品 Official Channel (2024-09-18), 粗品 - 泣声夜 2024年9月28日閲覧。